# Parc de Beervelde
Le parc de Beervelde est un parc privé de 24 hectares situé sur le territoire de la commune de Lochristi, en Belgique.

## Historique
Le parc a été dessiné en 1873, par l’architecte Louis Fuchs dans le style paysager dit "à l’anglaise", à la demande du comte Charles de Kerchove de Denterghem, président des Floralies gantoises. Aujourd’hui encore, ce parc et le nom de Kerchove de Denterghem restent liés à la promotion de l’horticulture gantoise.
Le comte André de Kerchove de Denterghem préside l'ASBL qui organise les Floralies gantoises et son frère le comte Renaud gère le parc et y organise les Journées des Plantes de Beervelde. La partie boisée abrite un woodland garden remarquable par ses plantes castrales en avril et ses azalées au mois de mai.